# دايفيد كيسلر (كاتب)
دايفيد كيسلر (بالإنجليزية: David Kessler)‏ هو كاتب بريطاني، ولد في 1 أبريل 1957 في لندن في المملكة المتحدة.